# Georgia en la Copa Mundial de Rugby de 2003
La Selección de rugby de Georgia fue uno de los 20 participantes de la Copa Mundial de Rugby de 2003 que se realizó en Australia.
Fue la primera participación de los Lelos en la Copa Mundial de Rugby.

## Plantel
| Nombre               | Posición       | Club                |
| -------------------- | -------------- | ------------------- |
| Akvsenti Giorgadze   | hooker         | Rugby Rovigo        |
| David Dadunashvili   | hooker         | RC Nîmes            |
| Aleko Margvelashvili | pilar          | sin datos           |
| Soso Nikolaenko      | pilar          | sin datos           |
| Goderdzi Shvelidze   | pilar          | Beziers             |
| KAvto Kopaliani      | pilar          | US Montauban        |
| Victor Didebulidze   | segunda línea  | RC Nîmes            |
| Sergo Gujaraidze     | segunda línea  | sin datos           |
| Zurab Mtchedlishvili | segunda línea  | SC Albi             |
| Vano Nadiradze       | segunda línea  | sin datos           |
| David Bolgashvili    | ala            | sin datos           |
| Gia Labadze          | ala            | Toulon              |
| George Tsiklauri     | ala            | sin datos           |
| Grégoire Yachvili    | ala            | Stade Bordelais     |
| Ilia Zedginidze (c.) | Número 8       | Rugby Rovigo        |
| Giorgi Chkhaidze     | Número 8       | RC Massy            |
| Irakli Abuseridze    | medio scrum    | Aurillac            |
| Irakli Modebadze     | medio scrum    | sin datos           |
| Paliko Jimsheladze   | medio apertura | Aurillac            |
| Merab Kvirikashvili  | medio apertura | Lelo Saracens       |
| Otar Eloshvili       | centro         | Compiègne           |
| Irakli Giorgadze     | centro         | Bourgoin            |
| Vasil Katsadze       | centro         | Grenoble            |
| Tedo Zibzibadze      | centro         | Gourdon XV          |
| Archil Kavtarashvili | wing           | sin datos           |
| Badri Khekhelashvili | Wing           | sin datos           |
| Gocha Khonelidze     | wing           | sin datos           |
| Malkhaz Urjukashvili | wing           | RC Cannes Mandelieu |
| Irakli Machkhaneli   | zaguero        | RC Armazi Tbilisi   |
| Bessik Khamashuridze | zaguero        | RC Cannes Mandelieu |

## Participación

### Grupo C

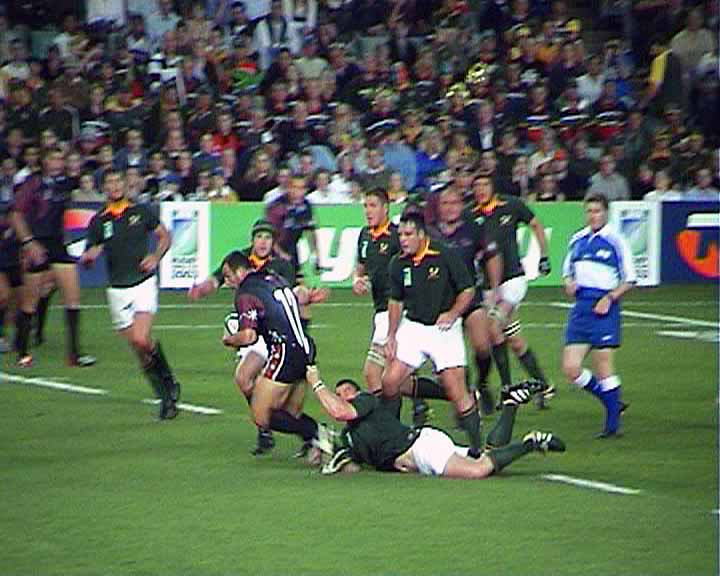
Sudáfrica vs. Georgia,
24 de octubre de 2003

| Equipo     | Gan. | Emp. | Per. | A favor | En contra | Extra | Puntos |
| ---------- | ---- | ---- | ---- | ------- | --------- | ----- | ------ |
| Inglaterra | 4    | 0    | 0    | 255     | 47        | 3     | 19     |
| Sudáfrica  | 3    | 0    | 1    | 184     | 60        | 3     | 15     |
| Samoa      | 2    | 0    | 2    | 138     | 117       | 2     | 10     |
| Uruguay    | 1    | 0    | 3    | 56      | 255       | 0     | 4      |
| Georgia    | 0    | 0    | 4    | 46      | 200       | 0     | 0      |
| 12 de octubre | Inglaterra | 84 - 6 | Georgia | Subiaco Oval, Perth |  |

| 19 de octubre | Samoa | 46 - 9 | Georgia | Subiaco Oval, Perth |  |

| 24 de octubre | Sudáfrica | 46 - 19 | Georgia | Aussie Stadium, Sídney |  |

| 28 de octubre | Georgia | 12 - 24 | Uruguay | Aussie Stadium, Sídney |  |